# Душанка Калањ
Душанка Калањ (Шибеник, 10. октобар 1934 — Београд, 12. март 2010) била је спикерка и водитељка Телевизије Београд. У аналима српске и југословенске телевизије остаће упамћена као прва водитељка ТВ Дневника.

## Биографија
Душанка Калањ је рођена у Шибенику 10. октобра 1934. године од родитеља који су били пореклом из Далматинске Загоре, Бенковца и Кистања. Школовала се у Шибенику, а енглески језик и књижевност је дипломирала на Београдском универзитету.
Душанка Калањ је била прва жена која је водила „Дневник“, а у ТВ Београд радила је од њеног оснивања. Била је синоним за добар говор. Савршеном дикцијом и шармом она је своје знање преносила млађим колегама и успоставила стандарде за телевизијске посленике. Генерације ће је памтити и поистовећивати са ТВ Београд.
Као глумица се окушала 1961. године у играном филму „Не дирај у срећу“ Мила Ђукановића где је играла са Павлом Вуисићем, Иреном Колесар, Слободаном Перовићем и Бориславом Пекићем.
Преминула је у Београду 12. марта 2010. године, у 76. години живота.

## Награде и признања
Одликована је Орденом заслуга за народ са сребрним венцем.
Од 2010. године Удружење новинара Војводине додељује новинаркама, водитељкама или спикеркама награду „Press витез – Душанка Калањ“. Иста награда која се додељује новинарима, водитељима или спикерима носи име Миће Орловића.